# Мария-Мерседес Бурбон-Испанска
Мария де лас Мерседес, принцеса на Астуриас (11 септември 1880 – 17 октомври 1904), е испанска инфанта, първородна дъщеря на испанския крал Алфонсо XII. В продължение на целия си живот е престолонаследница на Испания – пъровначално на баща си, а по-късно и на брат си Алфонсо XIII.

## Принцеса на Астурия
Родена е на 11 септември 1880 г. в кралския дворец в Мадрид като Мария де лас Мерседес де Бурбон и Хабсбург-Лотарингия (на испански: María de las Mercedes de Borbón y Habsburgo-Lorena). Тя е първородно дете на испанския крал Алфонсо XII и втората му съпруга Мария-Кристина Австрийска. Кръстена е на покойната първа спруга на краля – Мария-Мерседес Бурбон-Орлеанска.
Тъй като е първородно дете на Алфонсо XII, веднага след раждането си Мария-Мерседес е обявена за наследница на престола. Новината за пола на новороденото е посрещната с разочарование в кралското семейство, което се надява мъжки наследник да закрепи несигурното положение на династията в Испания. С полагащата ѝ се като на престолонаследница титла Принцеса на Астурия баща ѝ я удостоява едва през 1881 г., и то след натиск от страна на правителството.
Крал Алфонсо XII умира от туберкулоза на 25 ноември 1885 г., оставяйки две живи дъщери – Мария-Мерседес и сетра ѝ Мария-Тереза, и съпруга в напреднала бременност с трето им дете. Според законите Мария-Мерседес трябвало да бъде обявена за кралица на Испания, но испанското правителство решава първо да изчака кралица Мария-Кристина да роди третото дете на покойния крал и ако то не е момче, тогава Мария-Мерседес да бъде официално обявена за кралица. Дотогава за регент на кралството е назначена майка ѝ Мария-Кристина.
На 17 май 1886 кралица Мария-Кристина ражда момче, което веднага е обявено за крал на Испания под името Алфонсо XIII. След раждането на брат ѝ Мария-Мерседес продължила да бъде първа наследница испанската корона до края на живота си, тъй като умира, преди крал Алфонсо XIII да се ожени и сдобие със собствени деца.

## Семейство
На 14 февруари 1901 г. Мария-Мерседес се омъжва за принц Карлос де Бурбон от Двете Сицилии. Съпругът ѝ е неин първи братовчед, принадлежи към обезвластеното кралско семейство на Двете Сицилии, което е част от рода на Бурбоните, и служи в испанската армия.. Преди сватбата той се отказва от правата си върху короната на Двете Сициили и придобива испанско гражданство. Въпреки това бракът на инфантата предизвиква остра обществена реакция сред либералните среди. Те са притеснени от факта, че по времето на последната Карлистка война в Испания бащата на Карлос се е сражавал като генерал на страната на карлистите при атаката на Куенка и че бракът на сина му с испанската инфанта ще е проводник на влиянието на карлистите в двореца. Освен това кралското семейство на Двете Сициили се слави като една от най-консервативните кралски фамилии в Европа, което предизвиква опасения в либералната партия.
След сватбата младоженците остават да живеят в кралския дворец в Мадрид. Въпреки общественото неодобрение бракът на Мария-Мерседес и Карлос де Бурбон е много щастлив и скоро двойката се сдобива с две деца – Алфонсо (1904 – 1964) и Фернандо (1903 – 1905). През октомври 1904 г. инфантата е в напреднала бременост с третото си дете, когато получава възпаление на апендикса, чиито симптоми лекарите погрешно диагностицирали като обикновени спазми на червата. Инфантата развива перитонит и на 16 октомври 1904 г. ражда преждевременно дъщеря – Исабел Алфонса, но умира на следващия ден. Противно на очакванията, детето, което първоначално погрешно е сметнато за мъртвородено, оцелява.
Грижите за децата на Мария-Мерседес след смъртта ѝ са поети от испанския крал, а най-големият ѝ син известно време е престолонаследник на вуйчо си. През 1907 г. съпругът ѝ се жени повторно за принцеса Луиза Орлеанска.